# Punk rap

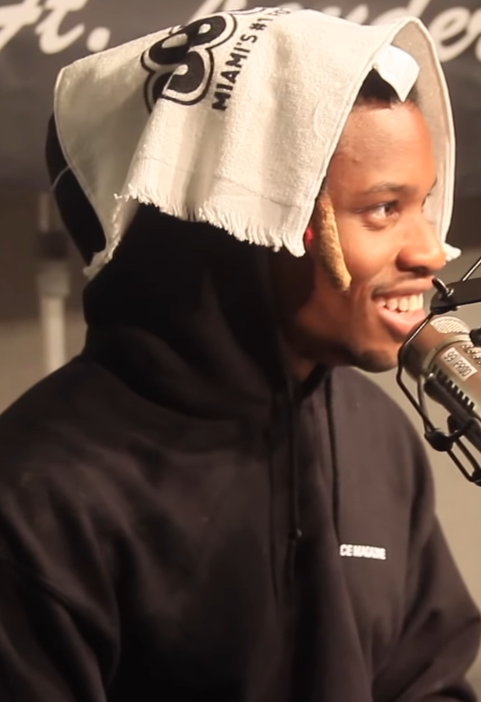
Denzel Curry, artista de punk rap

El punk rap es una rama del hip-hop influenciada por el espíritu rebelde y las características musicales del Punk. A su vez es un género que se dice que ha sido influenciado por estilos como el trap, punk rock, heavy metal y el lo-fi .
Uno de los primeros en proponer este estilo fue Kanye West con su « Black Skinhead » o Odd Future, al fusionar hip-hop con valores más anarquistas y un sentido del humor shockeante.  En un artículo para BBC, el periodista Thomas Hobbs se refirió al género como a una rebelión contra la política del momento, ya que los artistas demostraban su descontento en temas como Brexit, la presidencia de Donald Trump, la de Barack Obama o el calentamiento global.

## Características

### Vocales y estructura
Algunos artistas hacen uso de elementos sónicos del punk rock, como gritar, mientras que otros hacen uso de la actitud o simplemente del estilo melódico.
Vulture online describió sus orígenes como "el producto de una convergencia entre el trap de Atlanta y el eclecticismo satánico de predecesores de Miami como SpaceGhostPurrp". La forma en que Lil Jon vocaliza sus temas también se ha visto mencionada como influencia en el desarrollo del género.
 

“Es lo que se necesita ahora mismo; Alguien a quien no le importen las reglas y que tan solo busque causar desorden.”
 — Ski Mask the Slump God (2017)

De algún modo el hardcore punk fue una "salida radical" a la música alternativa y popular de aquella era por el hecho de que era tocada "más fuerte y más duro" "no era rock centrado en el estribillo" y "desvaneció cualquier idea de qué las canciónes se hacían de una forma estipulada" aunque en el punk rap la mayoría de las canciones comparten algunas "poco ortodoxas" características. Son "cortas, repetitivas, muy distorsionadas y por sobre todo eficaces.”